# Nāḩiyat az Zarbah
Nāḩiyat az Zarbah (arabiska: ناحية الزربة) är ett subdistrikt i Syrien.   Det ligger i provinsen Aleppo, i den centrala delen av landet, 280 km norr om huvudstaden Damaskus.
Trakten runt Nāḩiyat az Zarbah består till största delen av jordbruksmark. Runt Nāḩiyat az Zarbah är det ganska tätbefolkat, med 86 invånare per kvadratkilometer.